# 2-氯丙烯酸甲酯
2-氯丙烯酸甲酯是一种有机氯化合物，化学式C
4H
5ClO
2，可用于合成聚合物，被美国环境保护局（EPA）列入极度危险物质列表，它可和硫脲在发生反应，生成2-氨基噻唑啉-4-甲酸。